# Eötvös (unidad)
El eötvös (en ocasiones también escrito como eotvos) es una unidad del Sistema Cegesimal de Unidades (cgs), de símbolo E, y utilizada para medir el gradiente de la gravedad registrado según una distancia (normalmente horizontal). 
Desde el punto de vista dimensional, tanto en el SI como en el cgs, un eötvös es igual a:
1 eötvös = 1 / 109 / segundo2
La equivalencia con el SI se establece como:
1 eötvös = 1 / 107 galileo / metro
El gradiente gravitacional de la Tierra, es decir, el cambio en el vector aceleración de la gravedad de un punto en la superficie de la Tierra a otro, se ha medido habitualmente en unidades de eötvös. El gradiente de la gravedad de la Tierra está dominado por la componente debida a la forma casi esférica del planeta, de lo que resulta un gradiente de gravedad en sentido vertical de 3080 E (es decir, con un aumento de elevación de 1 m, la disminución de la gravedad es de aproximadamente 0,3 mGal). Horizontalmente, el gradiente de la gravedad  debido a las irregularidades de la corteza terrestre y a la rotación de la Tierra puede ser de hasta 1540 E. Las anomalías de la gravedad en zonas montañosas puede ser tan grandes como varios cientos de E.
La unidad eötvös se llama así por el físico húngaro Loránd Eötvös, que hizo estudios pioneros del gradiente del campo gravitatorio de la Tierra.
El eötvös ha sido una unidad utilizada frecuentemente en geodesia y geofísica, aunque desde 1970 se recomendó el uso preferente de las unidades del SI.